# عازل أنثوي

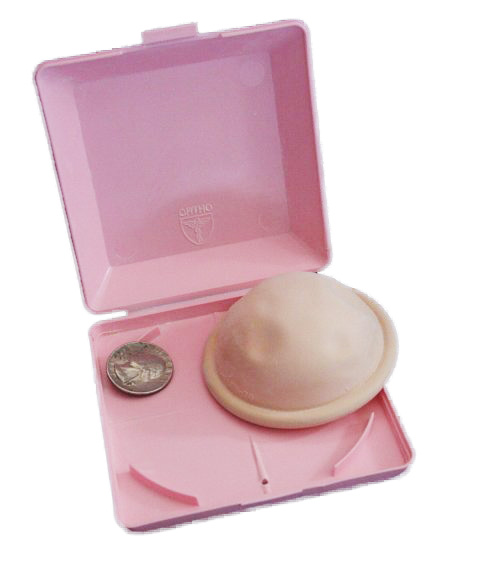
عازل مهبلي داخل العلبة المخصصة لحفظه مع عملة معدنية لمقارنة الحجم

العازل المهبلي أو العازل المانع للحمل هو نوع من الحواجز التي توضع على عنق الرحم وذلك لتحديد النسل. وهو عبارة عن أداة على شكل قبة مصنوعة من السيليكون أو اللاتكس. ويتم تركيبه داخل المهبل قبل ممارسة العملية الجنسية.